# Ascenso (economía)
El ascenso también se conoce como auge. Es la fase del ciclo económico donde toda la actividad económica se encuentra en un periodo de prosperidad y apogeo. Así, el auge representa todo lo contrario de la depresión donde hay decadencia. El auge puede tener una duración variable, ya sea que dure muchos años como sólo unos cuantos meses, según las condiciones económicas.
Al estancarse la producción, viene de nuevo la crisis y comienza un nuevo ciclo económico. Es el punto álgido de la fase de recuperación, ya que determina el momento en el que bien por la existencia de rigidez o bien por haber alcanzado el pleno empleo en la fase anterior se interrumpe el crecimiento de la economía.
- Datos: Q5707942